# 킴 챈
킴 챈(Kim Chan, 1917년 12월 28일 ~ 2008년 10월 5일)은 미국의 배우, 영화배우, 텔레비전 배우이다.
중국 광둥성에서 태어났으며 브루클린에서 사망하였다.

## 영화
- 사대천왕 (2006년)
- 식스틴 블럭 (2006년)
- 신혼여행자 (2005년)
- 젠 노이어 (2004년) - 마스터 역
- 상하이 나이츠 (2003년) - 장 웨인의 아버지 역
- 욕조 속의 물고기 (1999년)
- 커럽터 (1999년) - 베니 웡 역
- 리썰 웨폰 4 (1998년)
- 데블스 에드버킷 (1997년)
- 제5원소 (1997년) - 미스터 킴 (Mr. Kim) 역
- 아메리칸 소림 2 (1993년)
- 누가 왕초지? (1993년)
- 쿵후 2 - TV 시리즈 (1992년)
- 아메리칸 소림 (1991년)
- 법과 질서 (1990년)
- 연애특강 (1990년)
- 중년의 위기 (1990년)
- 겅호 (1986년)
- 위기의 암호명 (1986년)
- 나인 하프 위크 (1986년)
- 스트리트 워킹 (1985년)
- 커튼 클럽 (1984년)
- 코미디의 왕 (1983년)
- 올빼미와 새끼 고양이 (1970년)